# Nebria fulgida
Nebria fulgida es una especie de escarabajo del género Nebria, familia Carabidae. Fue descrita científicamente por Gebler en 1847.
Las hembras tienen élitros de color rojizo o verdoso y miden 11 milímetros (0,43 pulgadas) de largo.

## Distribución geográfica
Se puede encontrar en las repúblicas autónomas de Rusia, como Khamar Daban, Pueblo buriato y el este de Sayán. 